# 2343 Сайдінг-Спринг
2343 Сайдінг-Спринг (2343 Siding Spring) — астероїд головного поясу, відкритий 25 червня 1979 року.
Тіссеранів параметр щодо Юпітера — 3,523.
Названо на честь астрономічної обсерваторії Сайдінг-Спринг (англ. Siding Spring) в Австралії.